# Гедда Ціннер

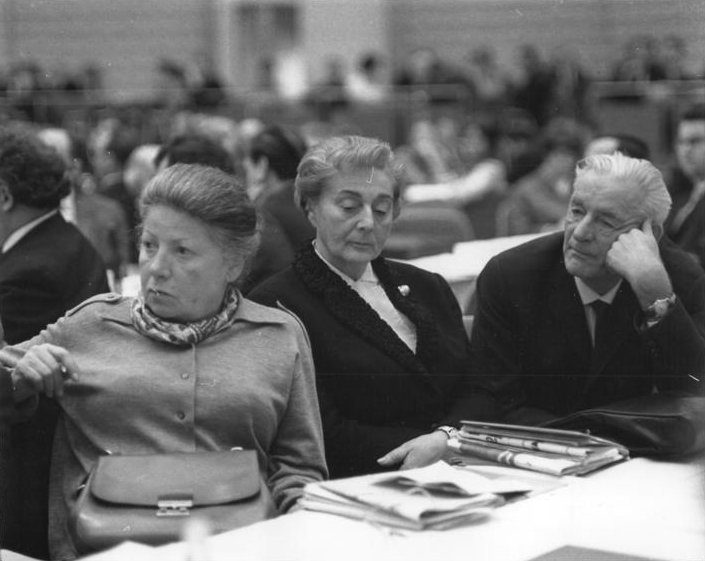
2 листопада 1966 року. Зліва направо: Ліллі Бехер (дружина Йоганнеса Бехера), Гедда Ціннер і Фріц Ерпенбек.

Ге́дда Ці́ннер (нім. Hedda Zinner, 20 травня 1905, Львів — 4 липня 1994, Берлін) — німецька письменниця, актриса, журналістка й радіоведуча.

## Біографічні дані
Гедда Ціннер народилась у єврейській сім'ї службовця Адольфа Ціннера. Закінчивши школу, з 1923 по 1925 рік навчалась у Віденській театральній академії. Дебютувала актрисою у віденському Театрі Раймунда. Мала ангажемент у Штутгарті (1923–1924), Баден-Бадені (1924–1925), Вільгельмсгафені (1925–1926). Виступала з трупою «Рейнські гастрольні підмостки» (нім. Rheinische Gastspielbühne) (1926–1927), працювала на сценах Болеславця (1927–1928) та Цвікау (1928–1929). З 1929 року жила в Берліні. Була там актрисою, писала вірші й декламувала їх на політичних мітингах. У 1929 році Ціннер вступила до Комуністичної партії Німеччини (з 1946 року — Соціалістична єдина партія Німеччини — СЄПН).
З 1930 року Ціннер публікувала соціально-політичні та сатирико-критичні вірші в таких виданнях як «Червоний прапор» (нім. Die Rote Fahne), «Робітничий голос» (нім. Arbeiter Stimme), «Світ увечері» (нім. Welt am Abend), «Робітнича ілюстрована газета» (нім. Arbeiter Illustrierte Zeitung), «Шлях жінки» (нім. Weg der Frau) і «Журнал для всіх» (нім. Magazin für Alle). У 1930 році вона переселилася в межах міста на адресу Steinrückweg 3, Künstlerkolonie-Wilmersdorf  (Штайнрюквеґ, № 3, Поселення митців — Вільмерсдорф). У той час познайомилася з письменником Фріцом Ерпенбеком, за якого невдовзі вийшла заміж. Після так званої Великої Облави (нім. Großrazzia), яка сталася 15 березня 1933 року, подружжю довелося того ж таки місяця спішно виїхати до Відня. Наступного року вони перебралися до Праги, де Гедда заснувала політичне кабаре «Студія-1934» (нім. Studio 1934) й керувала ним.
У квітні 1935 року Ціннер разом із чоловіком емігрувала до Радянського Союзу. Осіла в Москві, дублювала німецькою мовою героїню кінокартини «Борці» (нім. Kämpfer, 1936) — дружину диригента Клеберсбуша. З 1935 по 1941 рік вона працювала в німецькомовній редакції Московського радіо, писала для нього радіоп'єси, друкувалась у газеті «Німецька центральна газета» (нім. Deutsche Zentralzeitung) і різних літературних виданнях. Кандидувала на вступ до німецького підрозділу Спілки письменників СРСР. У грудні 1936 року Ціннер стала громадянкою Радянського Союзу. 1938 року обійняла посаду заступника відділу культури «Німецької центральної газети». З вересня 1941 року Ціннер провадила передачі для жінок на Deutscher Volkssender — «Німецькій народній радіостанції». З жовтня 1941 по 1943 рік перебувала в евакуації в Уфі. Там народила сина — Джона Ерпенбека. Це відомий фізик, філософ і письменник, батько письменниці Дженні Ерпенбек.
У червні 1945 року Гедда Ціннер оселилась у східній зоні Берліна — Панкові. 1946 року стала працювати режисером у Домі радіомовлення (нім. Haus des Rundfunks). У 1950-х — 1960-х була режисером Театру на Шиффбауердамм (нім. Theater am Schiffbauerdamm). У 1946 році Ціннер вибрали головою Німецької жіночої ради. Письменниця належала до членів Науково-художньої ради при Міністерстві культури НДР, 1958 року була делегатом на V з'їзді СЄПН. З 1959 року вона заступник голови Товариства культурних зв'язків із зарубіжжям. У 1975 році дістала орден «За заслуги перед Вітчизною» (золотий) і стала почесним членом Спілки письменників НДР. Була членкинею Демократичної жіночої спілки (НДР) і головою Товариства німецько-радянської дружби.

## Творчість
Гедда Ціннер писала в ключі соціалістичного реалізму, і це негативно позначилося на її всьому доробку. Документальності та певній схематичності опису сприяло й те, що авторка тривалий час працювала журналісткою. Безперечним позитивом є психологічність і достовірність, попри потребу достосовуватися до вимог часу. Іноді письменниця нехтувала цю потребу. Наприклад, 1985 року в НДР заборонили телеверсію «Равенсбрюцької балади» (1961), бо не відповідала усталеним партійним канонам зображання організації «Антифашистська дія».
Ось як наприкінці травня 1975 року західнонімецька газета «Франкфуртер альґемайне цайтунґ» відгукнулася на поздоровчу статтю, надруковану в газеті «Ноєс Дойчланд» з нагоди 70-ліття Гедди Ціннер:
| «… Як на замовлення, життєпис Гедди Ціннер править зразком соціалістичного літератора старої школи. Щойно дійшовши віку, вона — молода жінка — відкинула своє буржуазне коріння з усім до нього налиплим і заходилася писати плутані берлінські міські репортажі для „Червоного прапора“, вірші та пісні для бойового швидкого вжитку на робітничих зборах. […] З агітаторки, журналістки, артистки кабаре й співачки поступово ставала високошановна, корисна оповідачка й драматург». Оригінальний текст (нім.) [«… Hedda Zinners Lebenslauf ist wie nach Maß gemacht für eine vorbildliche sozialistische Literatin der alten Schule. Kaum war sie mündig, hatte sie ihre bürgerliche Herkunft mit allem Drum und Dran abgestreift, schrieb als junge Frau im verworrenen Berlin Reportagen für die Rote Fahne und Gedichte und Songs zum kämpferischen Schnellverbrauch für Arbeiterversammlungen. […] Aus der Agitatorin, Journalistin, Kabarettistin und Liedersängerin wurde nach und nach eine hochgeehrte, brauchbare Erzählerin und Dramatikerin.»] Помилка: [undefined] Помилка: {{Lang}}: немає тексту (допомога): текст вже має курсивний шрифт (допомога) |
Загалом про творчість Гедди Ціннер Йоганнес-Роберт Бехер сказав:
| «Письменник повинен випробувати й опанувати всі можливості та засоби свого мистецтва. Десь так учинила Гедда Ціннер. І мистецтво полягає ось у чому — вона заповзятливо перебігає від галузі до галузі, пурхає з гілки на гілку, любенько залишаючись на килимі». Оригінальний текст (нім.) «Der Schriftsteller muß alle Möglichkeiten und Medien seiner Kunst erproben und erobern. Das etwa hat Hedda Zinner getan. Und was die Kunst dabei war: Sie ist, unternehmungslustig von Branche zu Branche, beschwingt von Ast zu Ast, immer hübsch auf dem Teppich geblieben.» |
У письменниці легкий і жвавий виклад, мелодійна мова. Багато її текстів покладено на музику, як-от кантата «Вирок» (композитор Жан К. Форест, прем'єра відбулась у липні 1958-го) і опера «Плавт у жіночому монастирі» (композитор Макс Буттінґ, 1958).
У творах Гедди Ціннер багато біографічного. У романі «Тільки жінка» (1954) йдеться про суфражистку Луїзу Отто-Петерс, що порвала зі своєю буржуазною родиною. У трилогії «Предки і спадкоємці» (роман «Реґіна», 1968) одна з головних ліній — характеристика й критика життя середньої верстви в Австро-Угорщині.
Темою роману «Фіні» (1973) стали реальні події, що відбувалися на початку тридцятих років у Поселенні митців — Вільмерсдорфі: агітаційна робота комуністів, сутички комуністичних і нацистських угруповань, створення загону самооборони жителів Вільмерсдорфа. В образі Фіні впізнається сама Гедда Ціннер, а в безпартійного драматурга Ганса Калена, що під впливом головної героїні залучається до комуністичного руху, є спільне з Фріцом Ерпенбеком.
Більшість романів та оповідань екранізовано — в кінематографі й на телебаченні.
Твори Гедди Ціннер перекладено російською (окремі вірші, «Катя»), французькою («Диявольське коло»), угорською («Кофейня „Паєр“»), чеською («Кофейня „Паєр“», «Диявольське коло», «Катя», «Перевірка успішності», «Що було б, якби?..», «Чоловік з птахом»), словацькою («Равенсбрюцька балада», «Що було б, якби?..») болгарською («Диявольське коло»), польською («У кожному разі підозрілий»), китайською («Диявольське коло») і японською («Диявольське коло») мовами.
Гедда Ціннер перекладала з російської (Свєтлов, Маршак) та української мов. Перші її переклади творів Тараса Шевченка надруковано 1940 року. Взяла активну участь (разом з Альфредом Куреллою, Еріхом Вайнертом, Гуґо Гуппертом, Гансом Роденберґом та іншими) у виданні «Кобзаря» Шевченка у двох томах, що вийшов у Москві 1951 року німецькою мовою. Тут вміщено шістнадцять її перекладів («Іван Підкова», «Заповіт», «Ой виострю товариша», «Не так тії вороги», «І знов мені не привезла», «Породила мене мати» та інші).
Гедда Ціннер провадила літературну діяльність до самої смерті.

## Твори

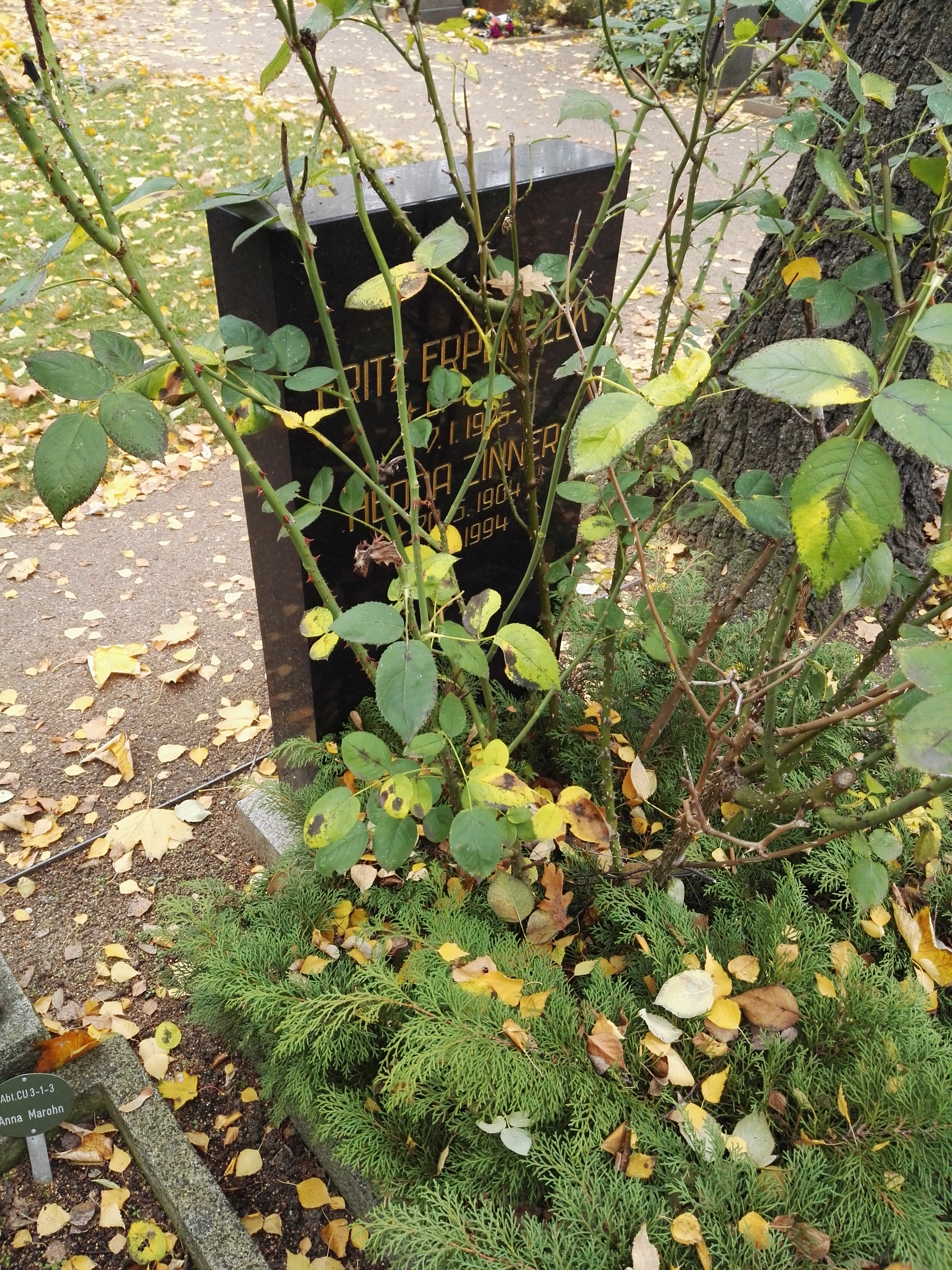
Могила Гедди Ціннер і Фріца Ерпенбека. 2016 рік.

- Unter den Dächern — «Під дахами». Вірші. Москва, 1936
- Das ist geschehen — «Це сталося». Вірші. Москва, 1939
- Volkslieder und Volksdichtungen. Nachdichtungen — «Народні пісні і вірші. Переспіви». Київ, 1939
- Caféhaus Payer — «Кофейня „Паєр“». П'єса, 1945
- Fern und nah. Gedichte — «Далеко і близько. Вірші», 1947.
- Humanistisches Sonett — «Гуманістичний сонет», 1947
- Alte Dichtung und Folklore fern und nah — «Давня поезія і фольклор здалека і зблизька». Есеї, 1947
- Alltag eines nicht alltäglichen Landes — «Звичний день незвичної країни». Нариси й вірші, 1950
- Spiel ins Leben — «Гра в життя». П'єса, 1951
- Der Mann mit dem Vogel — «Чоловік з птахом». Комедія, 1952
- Freie Völker, freie Lieder — «Вільні народи, вільні пісні». Вірші, 1952
- Wir fahren nach Moskau — «Ми їдемо до Москви». Оповідання для дітей, 1953
- Glückliche Frauen und Kinder — «Щасливі жінки і діти». Оповідання, есеї, вірші, 1953.
- Der Teufelskreis — «Диявольське коло». Драма, 1953
- Nur eine Frau — «Тільки жінка». Роман, 1954
- Lützower — «Лютцовські єгері». Спектакль, 1955
- Erste Anfänge, Nie werde ich es vergessen in: Hammer und Feder — «Першопочатки», «Я цього не забуду». У книжці «Молот і перо», 1955
- General Landt — «Генерал Ландт». Спектакль, 1957
- Das Urteil. Politische Revue — У журналі ndl, 1958/59
- Was wäre wenn …? — «Що було б, якби?..». Комедія, 1959
- Auf jeden Fall verdächtig — «У кожному разі підозрілий». П'єса, 1959
- Plautus im Nonnenkloster — «Плавт у жіночому монастирі». П'єса за мотивами повісті Конрада Фердінанда Маєра, 1959
- Die Fischer von Niezow — «Рибалки з Ніцова». П'єса, 1959
- Leistungskontrolle — «Перевірка успішності». Молодіжний спектакль, 1960
- Ravensbrücker Ballade — «Равенсбрюцька балада». Трагедія, 1961
- Ein Amerikaner in Berlin — «Американець у Берліні». Фарс, 1963
- Wenn die Liebe stirbt — «Коли вмирає кохання». Оповідання, 1965
- Elisabeth Trowe — «Елізабет Трове». Кіноновела, 1969
- Ahnen und Erben — «Предки і спадкоємці». Трилогія
  - Regina — «Реґіна», 1968
  - Die Schwestern — «Сестри», 1970
  - Fini — «Фіні», 1973
- Auf dem roten Teppich — «На червоному килимі». Нариси, 1978
- Katja — «Катя». Роман, 1980
- Die Lösung — «Рішення». Роман, 1981
- Arrangement mit dem Tod — «Угода зі смертю». Роман, 1984
- Glas und Spiegel — «Скло і дзеркало». Байки, пісні, вірші, 1985
- Die große Ungeduld — «Велика нетерплячка». Оповідання, 1988
- Selbstbefragung — «Допит себе самої». Мемуари, 1989, ISBN 3-371-00195-4
- Ins Leben entlassen — «Відпустити в життя». Оповідання, 1990
- Selbstbefragung — «Самоопитування». Спогади, 1989. ISBN 3-371-00195-4

## Екранізації
- 1956: «Диявольське коло»
- 1958: «Тільки жінка»
- 1960: «Що було б, якби?..»
- 1962: «Ота з класу 12b»
- 1972: «Лютцовські єгері»
- 1988: «Актриса»

## Нагороди і відзнаки
- 1954 Національна премія НДР
- 1957 Орден «За заслуги перед Вітчизною» (срібний)
- 1959 Берлінська премія імені Ґете
- 1960 Премія імені Лессінґа НДР
- 1964 Медаль Карла фон Осецького (Рада миру НДР)
- 1974 Премія імені Ліона Фейхтванґера
- 1975 Орден «За заслуги перед Вітчизною» (золотий)
- 1980 Орден Карла Маркса
- 1989 Національна премія НДР I класу за мистецтво і літературу
- ???? Почесна відзнака Товариства німецько-радянської дружби